# René Adriaenssens
René Adriaenssens (* 13. März 1921 in Stabroek; † 27. Dezember 1995 in Gent) war ein belgischer Radrennfahrer und nationaler Meister im Radsport.

## Sportliche Laufbahn
Adriaenssens war im Bahnradsport und im Straßenradsport aktiv. Von 1942 bis 1955 war er Unabhängiger und Berufsfahrer. Seine größten Erfolge hatte er auf der Radrennbahn. Von 1945 bis 1947 gewann die Meisterschaft der Profis in der Einerverfolgung in Belgien. Belgischer Vizemeister in dieser Disziplin war er 1944, 1948 und 1949 geworden. Er gewann mehrere Sechstagerennen: 1948 in Antwerpen mit Albert Bruylandt, 1950 in München mit Robert Naeye, 1951 in Gent, London und Paris jeweils mit Albert Bruylandt. Dazu kamen mehrere zweite Plätze in Sechstagerennen. 1943 gewann er die nationale Meisterschaft der Interclubs. Auf der Straße wurde er 1945 Dritter im Omloop van Oost-Vlaanderen.